# Portret Federica da Montefeltra s sinom Guidobaldom
Portret Federica da Montefeltra in njegovega sina Guidobalda je slika iz ok. 1475 in jo hranijo v Galleria nazionale delle Marche v Urbinu v Italiji. Glede pripisovanja avtorstva slike ni soglasja. Flamski slikar Justus van Gent (s pravim imenom Joos van Wassenhove) in španski slikar Pedro Berruguete sta glavna kandidata za to čast, saj naj bi oba slikarja v času nastanka slike delala v Urbinu. Slika je del serije 28 portretnih slik uomini famosi (Znani možje), izdelanih za studiolo urbinskega vojvode Federica da Montefeltra (Musée du Louvre, Pariz in Galleria Nazionale, Urbino).

## Pripis
Za avtorja serije Znani možje, ki ji pripada portret, so predlagali različne umetnike. Justus van Gent in Pedro Berruguete sta trenutno deležna najmočnejše podpore. Primer Van Genta je, da je videti, da je slike v seriji ustvaril slikar, ki je temeljil na nizozemski tehniki, vendar je nanj močno vplival italijanski slikar. Poleg tega v biografiji Federica da Montefeltra njegov nekdanji knjižničar Vespasiano da Bisticci potrjuje, da je van Gent naredil serijo 28 portretov znanih mož. Tehnološki pregled Znanih mož je razkril podobnosti teh del z drugim pomembnim prejšnjim naročilom, ki ga je van Gent opravil za vojvodo v Urbinu, Obhajilo apostolov. Underdrawing je pokazal, da med temi deli obstaja slogovna kontinuiteta. Preiskava je razkrila tudi številne spremembe v sestavi in izvedbi, ki lahko kažejo na predelavo drugega umetnika, ki je bil morda Berruguete. Delo bi torej lahko bilo skupinsko delo delavnice Van Genta v Urbinu, kjer je Berruguete morda sodeloval.
Primer Berruguete temelji na različnih argumentih, vključno z omembo pittore Pietro Spagnuolo v Urbinu leta 1477, sklicevanje na Znane može Pabla de Cespedesa iz leta 1604, kar bi lahko šteli za pripis Berrugueteju (čeprav je Cespedes posebej izjavil, da jih je naslikal španski slikar razen Berruguete), opis knjige v španskem jeziku na sliki in slogovne podobnosti s kasnejšimi deli Berrugueteja. Vendar se šteje, da so te poznejše slike v slogu in tehniki slabše od tistih v seriji Znani možje in verjetno ne bodo delo istega umetnika.
Končna dodelitev portreta Federica da Montefeltra s svojim sinom Guidobaldom ostaja neodločena.

## Opis
Delo ima pokončno obliko. Glede na uporabo perspektive z leve strani (stalnica v sodobnih slikah pri Urbinu) je bila morda leva plošča diptiha ali narejena kot par že obstoječega podobnega dela.
V svojem ateljeju je upodobljen Federico III. da Montefeltro, humanist in vojaški vodja, obkrožen s simboli svoje moči in interesov. Njegov oklep, delno prekrit z dragocenim plaščem s stoječim ovratnikom, se nanaša na njegovo glavno vlogo kot kondotijer. Nadaljnji vojaški namigi so ogrlica Reda hermelinov, pa tudi čelada in poveljniška palica na tleh. Na levi nogi je prikazana podveza, ki mu jo je dal angleški kralj. Drugi uradni simboli njegovega mednarodnega ugleda so mitra z biseri na polici v levem zgornjem kotu, ki je bila osebno darilo osmanskega sultana.
Vojvoda sedi na nekakšnem prestolu in bere kodeks, za tisti čas dragocen predmet in tudi aluzija na njegove humanistične interese. V bližini Federica je njegov mladi sin Guidobaldo, bodoči vojvoda Urbina, ki je prav tako oblečen v bogata oblačila in ima poveljniško palico.